# هارتفوردشير الشمالية الشرقية (دائرة انتخابية في المملكة المتحدة)
هارتفوردشير الشمالية الشرقية (بالإنجليزية: North East Hertfordshire)‏ هي إحدى الدوائر الانتخابية في المملكة المتحدة الممثلة في مجلس العموم في برلمان المملكة المتحدة.
عضو البرلمان الذي يمثلها حالياً هو :Mr Oliver Heald (Con).